# Гресь Ганна Вікторівна
Гресь Ганна Вікторівна — українська тележурналістка та режисерка.

## Життєпис
Народилася 31 липня 1969 р. в Києві в родині кінорежисера В. С. Греся. 
Закінчила Київський державний інститут театрального мистецтва ім. І. Карпенка-Карого. Працює на телебаченні.

## Фільмографія
- «Трамвай удачі» (1993, за сцен. М. Греся)
- «Доярка з Хацапетівки» (2007, т/с, 4 с, за сцен. Тетяни Гнедаш)
- «Надія як свідчення життя» (2007, т/с, 4 с, за сцен. Тетяни Гнедаш)
- «Смерть шпигунам. Крим» (2008, т/с, 8 с, у співавт. та за сцен. М. Гресем)
- «Сільський романс» (2009, т/с, 4 с, за сцен. Юрія Тарабанчука)
- «Шлях у порожнечу» (2012, т/с, 12 с, у співавт. та за сцен. Ігоря Агеєва)